# Bahía de Matanzas (Florida)
La Bahía de Matanzas (en inglés: Matanzas Bay) es una bahía de agua salada en el condado de St. Johns, en la Florida, al sur de Estados Unidos. La entrada a la bahía desde el Atlántico Sur se realiza través de entrada de San Agustín. Las masas de agua que se conectan a la bahía, además del Atlántico Sur están hacia la derecha de la entrada e incluyen entre otros:
- Salt Run: una entrada de la isla Anastasia que crea una península en la parte oriental del Parque Estatal Anastasia.
- Río Matanzas:[4] un canal de marea; que separa la isla Anastasia del continente.
- Arroyo Hospital: canal de marea que fluye hacia el norte desde la confluencia de la bahía de Matanzas y el río del Norte.
- Río Tolomato (conocido en el período británico como Río del Norte).